# رودولف غوكلينيوس
رودولف غوكلينيوس الأكبر (بالانجليزية: Rudolph Goclenius the Elder) (وُلِدَ باسم رودولف غوكيل) (1 مارس عام 1547 - 8 يونيو عام 1628)، فيلسوف مدرسي ألماني. غالبًا ما يُنسب إلى غوكيل صياغة مصطلح علم النفس في عام 1590، على الرغم من الاستخدام الأسبق للمصطلح من قِبَل ماركو ماروليتش قبل 66 عامًا على الأقل. حصل غوكيل على دعم واسع النطاق وقدم مساهمات كبيرة في مجال علم الوجود. وسّع مجال تطوير العديد من الأفكار من أرسطو. تم نشر العديد من أفكار غوكيل وتبنيها من قِبَل الفلاسفة اللاحقين.

## أعماله
في كتابه «الاستفسارات الفلسفية»، الذي نُشر في عام 1599، قدم غوكلينيوس جدولًا إجماليًا لأقسام المذاهب الفلسفية أو الفنون الحرة، إلى مجالات خاصة من المعرفة. وعاد هذا بالفائدة في تصنيف أعماله إلى حد ما. استخدم مصطلح علم الوجود في كتابه المعجم الفلسفي (عام 1613) الذي صاغه جاكوب لورهارد في كتابه أوغدواس سكولاستيكا (عام 1606).

### علم النفس
تضمنت مساهمات غوكلينيوس الرئيسية أيضًا منشورات أدت إلى ظهور مصطلح علم النفس. في جدالين أكاديمين بإشراف غوكلينيوس في جامعة ماربورغ في عام 1586، تظهر كلمة علم النفس كصفة («سايكولوجيكا»). تُعد مختاراته الأدبية سايكولوجيكا: كمال الإنسان والنفس وقبل كل شيء، نشوءها المنشورة في عام 1590 أول كتاب يحمل كلمة «علم النفس» في عنوانه. يتضمن منشور سايكولوجيا لعام 1590 (صدرت طباعة ثانية في عام 1594) مقتطفات في الغالب مأخوذة من أطروحات مكتوبة بين عامي 1579 و 1589. يترجم العنوان الكامل للكتاب إلى اللغة الإنجليزية على الشكل الآتي «Psychology: that is, on the perfection of man, his mind, and especially its origin, the comments and discussions of certain theologians & philosophers of our time who are shown on the turned page» (علم النفس: عن كمال الإنسان وعقله وخاصة أصله، تعليقات ومناقشات بعض اللاهوتيين والفلاسفة المعاصرين الواردة أسمائهم في الصفحة المطوية). هنا، يشير مصطلح علم النفس إلى كل من موضوع التحقيق («كمال الإنسان وعقله وخاصة أصله») والتحقيق نفسه («تعليقات ومناقشات بعض اللاهوتيين والفلاسفة المعاصرين»). في القرن السابع عشر، قرأ علماء مثل روبرت بيرتون ودانييل سينرت وجاكوب توماسوس كتاب غوكلينيوس. أشار غوكلينيوس بنفسه إلى كتابه سايكولوجيا من خلال كتاب مدرسي عن العلوم الطبيعية في عام 1604 وأيضًا في بعض الجدالات الفلسفية.

### المنطق
تمثل التتويج الأكبر لغوكلينيوس في مساهمته الأصلية في مصطلح المنطق التقليدي والذي يسمى القياس المتسلسل. على حد تعبير عالم المنطق البريطاني كارفيث ريد:
«من المزايا اللامعة لغوكلينيوس أنه قد أعاد مقدمات القياس المتسلسل إلى الترتيب المعتاد للشكل. الأول: حيث أقام لنفسه نصبًأ تذكاريًا أكثر متانة من النحاس، وحصل بالفعل على خلود متواضع. كم كانت طريقة أفسس باهظة الثمن بالمقارنة مع هذا!»
يقدم غوكلينيوس مثالًا لاستخدام القياس المتسلسل في سياق جدلي في كتابه الذي يختتم الطبعة الأولى من كتاب سايكولوجيا.
على عكس تقييم كارفيث ريد، ومع ذلك، لم يخترع الدكتور رودولف غوكلينيوس القياس المتسلسل الغوكليني: بل فعل ذلك القديس توما الأكويني:
يبدأ الشكل الثاني من نهاية الأول، الذي يُظهر من خلال مصطلحاته بأنه يحتوي على الحد الأوسط الذي كان في الأساس نقطة انطلاق الشكل الأول. وهكذا فإن الشكل الثاني يتكون من أربعة مصطلحات هي المصطلح الأول من أول ثلاثة مصطلحات فقط، والثالث من أول خمسة، والرابع من أول ستة مصطلحات؛ بحيث يضيف كل شكل مصطلحًا واحدًا. لذلك من الواضح أن الأشكال الأولى مدرجة في الأشكال اللاحقة، مثلما هو الحال عندما يتم تضمين هذا الشكل الأول – كل أ هو ب، كل ت هو ب، وبالتالي فإن كل ت هو أ- مع هذا الشكل –كل ت هو أ، كل ث هو ت، وبالتالي فإن كل ث هو أ-؛ ومجددًا يتم تضمين هذا الشكل في الشكل اللاحق الذي يببين أن كل ج هو أ، بحيث يبدو لهذا الاستنتاج النهائي أن هناك مقطعًا واحدًا يتكون من عدة مقاطع لها عدة مصطلحات وسطية. يمكن التعبير عن ذلك في: كل ب هو أ، كل ت هو ب، كل ث هو ت، كل ج هو ث، وبالتالي فإن كل ج هو أ.»